# 로맨틱 홀리데이
《로맨틱 홀리데이》(영어: The Holiday)는 2006년 개봉한 로맨틱 코미디 영화로, 낸시 마이어스가 각본을 쓰고 연출했다. 캐머런 디애즈, 케이트 윈즐릿, 주드 로, 잭 블랙이 출연하였고 할리우드의 유명인사들이 카메오 출연하기도 하였다. 전세계적으로 2억 달러의 수익을 올리는 성공을 거두었고, 이 영화로 캐머런 디애즈는 ALMA 상 후보에, 케이트 윈즐릿은 아일랜드 영화 및 텔레비전 상 후보에 올랐다.

## 줄거리
런던 데일리 텔레그래프지의 컬럼 편집자인 아이리스 심프킨스(케이트 윈즐릿 분)과 영화 예고편을 제작하는 회사를 운영하는 일벌레 어맨다 우즈(캐머런 디애즈 분)는 복잡한 개인생활에서 잠시나마 탈출하고자 연말에 집을 바꾸어 살기로 한다. 아이리스는 어맨다의 로스앤젤레스에 있는 멋진 저택에 만족하지만, 어맨다는 영국 셔리 지역에 있는 아이리스의 검소한 집에 조금 실망한다.
그러나 우연히 찾아온 아이리스의 오빠 그레이엄과 사랑에 빠지게 된 어맨다와 우연히 동네에서 길을 잃은 노인 아서 애벗(일라이 월릭 분)을 발견하고 그를 집까지 데려다 주다가 그가 유명한 영화 작가라는 것을 알고 친해지는 아이리스. 한편 어맨다의 집을 찾아온 어맨다 애인의 친구인 마일스 듀먼트(잭 블랙 분)와도 인사하게 된 아이리스. 두 여성의 연말은 점점 복잡하게 얽혀 간다.

## 배역
- 캐머런 디애즈 - 어맨다 우즈
- 케이트 윈즐릿 - 아이리스 심프킨스
- 주드 로 - 그레이엄 심프킨스
- 잭 블랙 - 마일스 듀몬트
- 일라이 월릭 - 아서 애벗
- 루퍼스 슈얼 - 재스퍼 블룸
- 에드워드 번스 - 이선
- 샤닌 소세이먼 - 매기
- 빌 메이시 - 어니
- 셸리 버먼 - 노먼
- 미피 엥글필드 - 소피
- 에마 프리처드 - 올리비아
- 캐스린 한 - 브리스톨
- 존 크러진스키 - 벤
- 세라 패리시 - 해나
- 호프 라일리 - 세라 스미스올컷
- 제이 심슨 - 리무진 기사
- 존 프레스콧 - 매기의 내연남
- 앨릭스 올로클린, 오뎃 애너블 - 오프닝 영화 속 커플
- 더스틴 호프먼, 린지 로핸, 제임스 프랭코 - 본인(카메오)
- 핼 더글러스 - 영화 예고 내레이션(목소리 출연)

## 사운드트랙
1. "Maestro" by Hans Zimmer - 3:53
2. "Iris and Jasper" by Hans Zimmer and Lorne Balfe - 3:24
3. "Kayak for One" by Ryeland Allison - 1:30
4. "Zero" by Hans Zimmer and Atli Örvarsson - 2:44
5. "Dream Kitchen" by Hans Zimmer and Henry Jackman - 1:35
6. "Separate Vacations" by Hans Zimmer, Lorne Balfe and Imogen Heap - 1:47
7. "Anything Can Happen" by Hans Zimmer and Heitor Pereira - 0:48
8. "Light My Fire" by Hans Zimmer - 1:14
9. "Definitely Unexpected" by Hans Zimmer and Lorne Balfe - 3:34
10. "If I Wanted To Call You" by Hans Zimmer and Atli Örvarsson - 1:50
11. "Roadside Rhapsody" by Hans Zimmer and Henry Jackman - 1:39
12. "Busy Guy" by Hans Zimmer and Henry Jackman - 1:28
13. "For Nancy" by Hans Zimmer, Atli Orvarsson and Lorne Balfe - 1:27
14. "It's Complicated" by Hans Zimmer and Imogen Heap - 1:00
15. "Kiss Goodbye" by Heitor Pereira and Herb Alpert - 2:33
16. "Verso E Prosa" by Heitor Pereira - 1:59
17. "Meu Passado" by Hans Zimmer, Henry Jackman and Lorne Balfe - 1:25
18. "The 'Cowch'" by Hans Zimmer, Heitor Pereira, Lorne Balfe and Imogen Heap - 2:42
19. "Three Musketeers" by Hans Zimmer, Heitor Pereira, Lorne Balfe and Imogen Heap - 2:44
20. "Christmas Surprise" by Hans Zimmer and Lorne Balfe - 2:32
21. "Gumption" by Hans Zimmer, Atli Orvarsson and Henry Jackman - 3:45
22. "Cry" by Hans Zimmer, Lorne Balfe and Heitor Pereira - 2:39
23. "It's a Shame" by the Spinners

## 같이 보기
- 크리스마스 영화 목록